# Fayet (Aveyron)
Fayet (okzitanisch: Faiet) ist ein Ort und eine südfranzösische Gemeinde mit 236 Einwohnern (Stand: 1. Januar 2022) im Département Aveyron in der Region Okzitanien (zuvor Midi-Pyrénées). Sie gehört zum Arrondissement Millau und zum Kanton Causses-Rougiers. Die Einwohner werden Fayetois genannt.

## Lage
Fayet liegt etwa 46 Kilometer ostsüdöstlich von Albi am Dourdou de Camarès im Südwesten der historischen Provinz Rouergue. Umgeben wird Fayet von den Nachbargemeinden Sylvanès im Norden, Montagnol im Nordosten und Osten, Tauriac-de-Camarès im Südosten, Brusque im Süden sowie Camarès im Westen.

## Bevölkerungsentwicklung
| Jahr                       | 1962 | 1968 | 1975 | 1982 | 1990 | 1999 | 2006 | 2019 |
| Einwohner                  | 460  | 408  | 305  | 280  | 253  | 271  | 285  | 241  |
| Quellen: Cassini und INSEE |      |      |      |      |      |      |      |      |

## Sehenswürdigkeiten
- Kirche Saint-Laurent
- Schloss Fayet aus dem 16. Jahrhundert, Monument historique seit 1954
- Schloss La Roque aus dem 16. Jahrhundert, Monument historique seit 2004

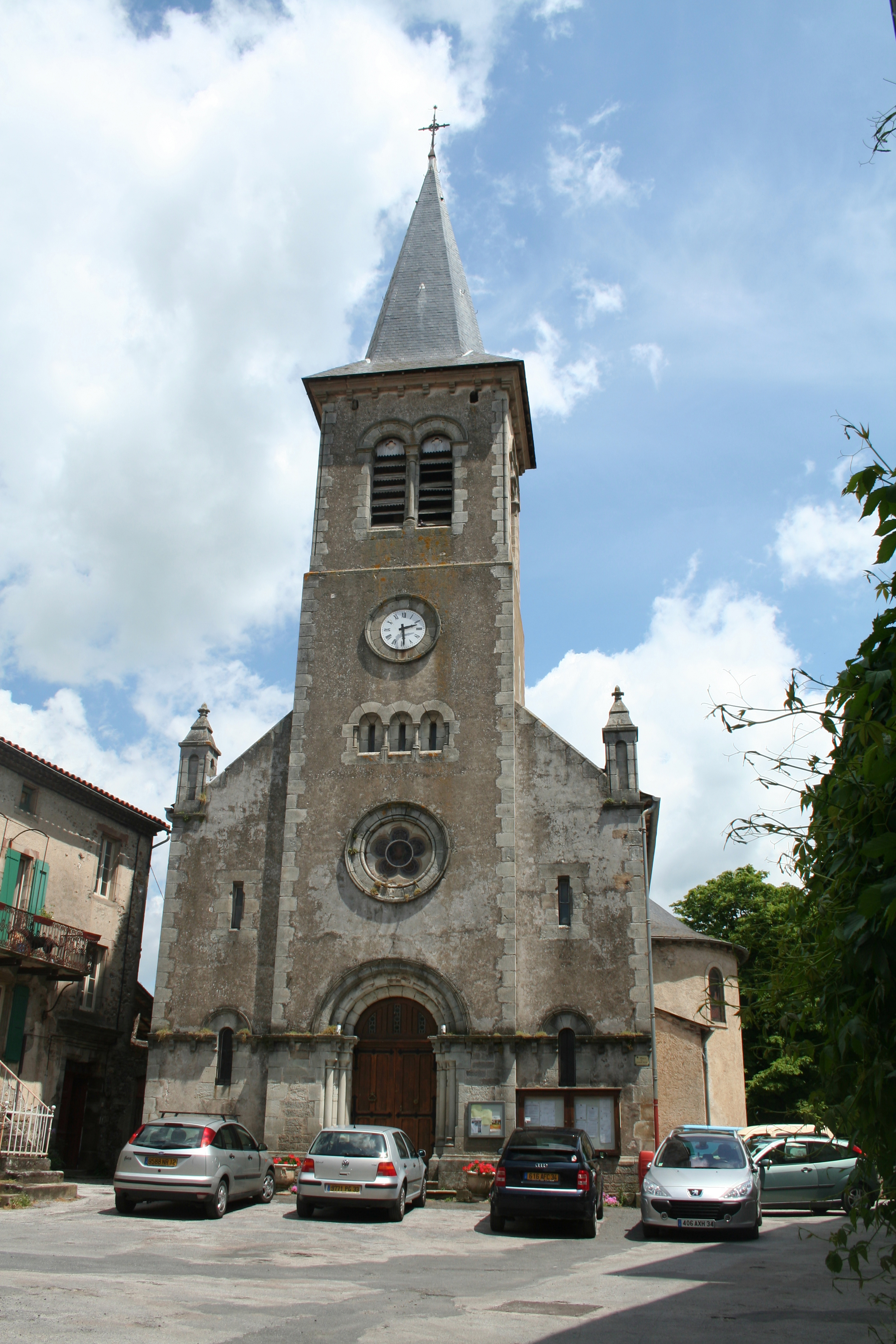
Kirche Saint-Laurent
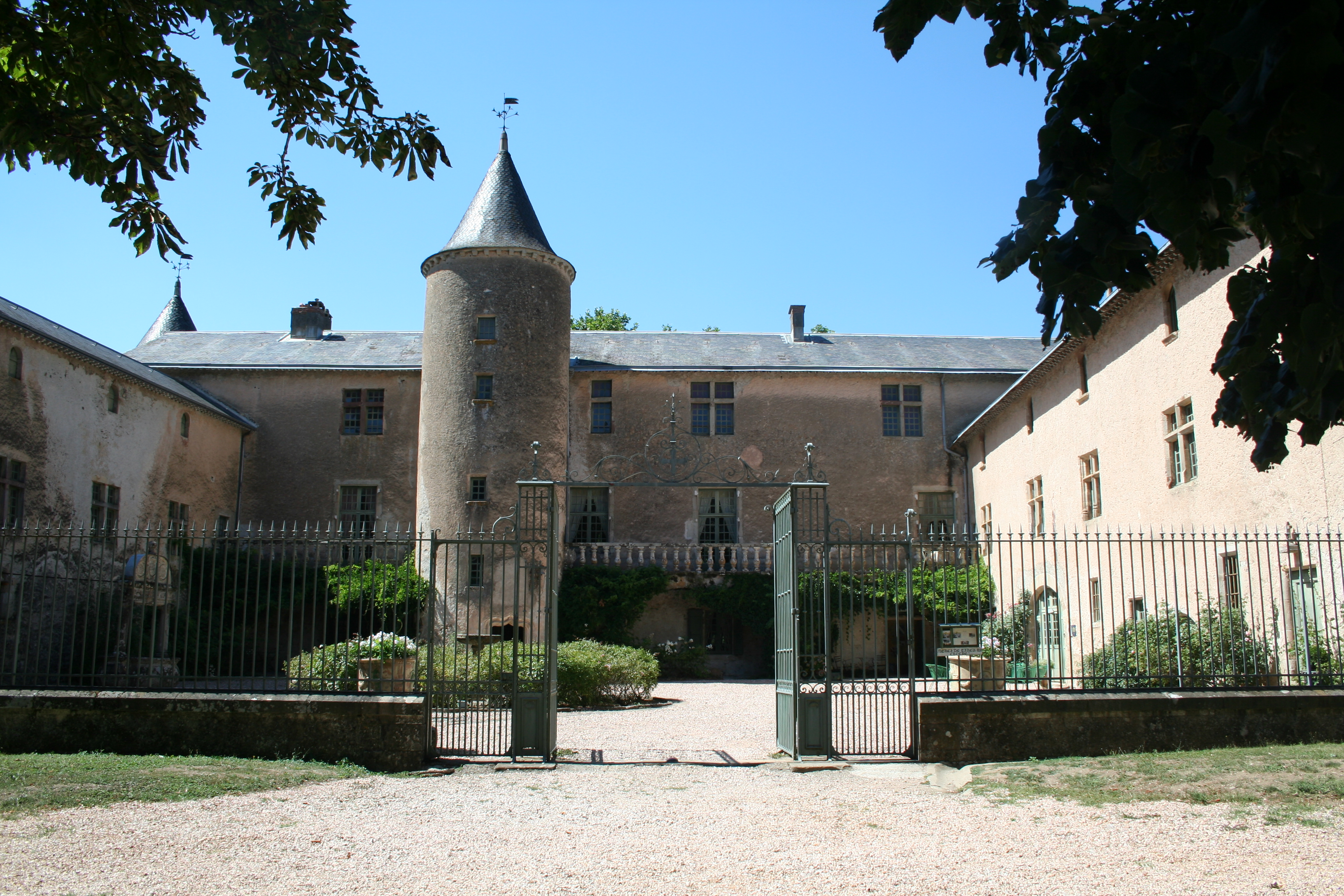
Schloss Fayet
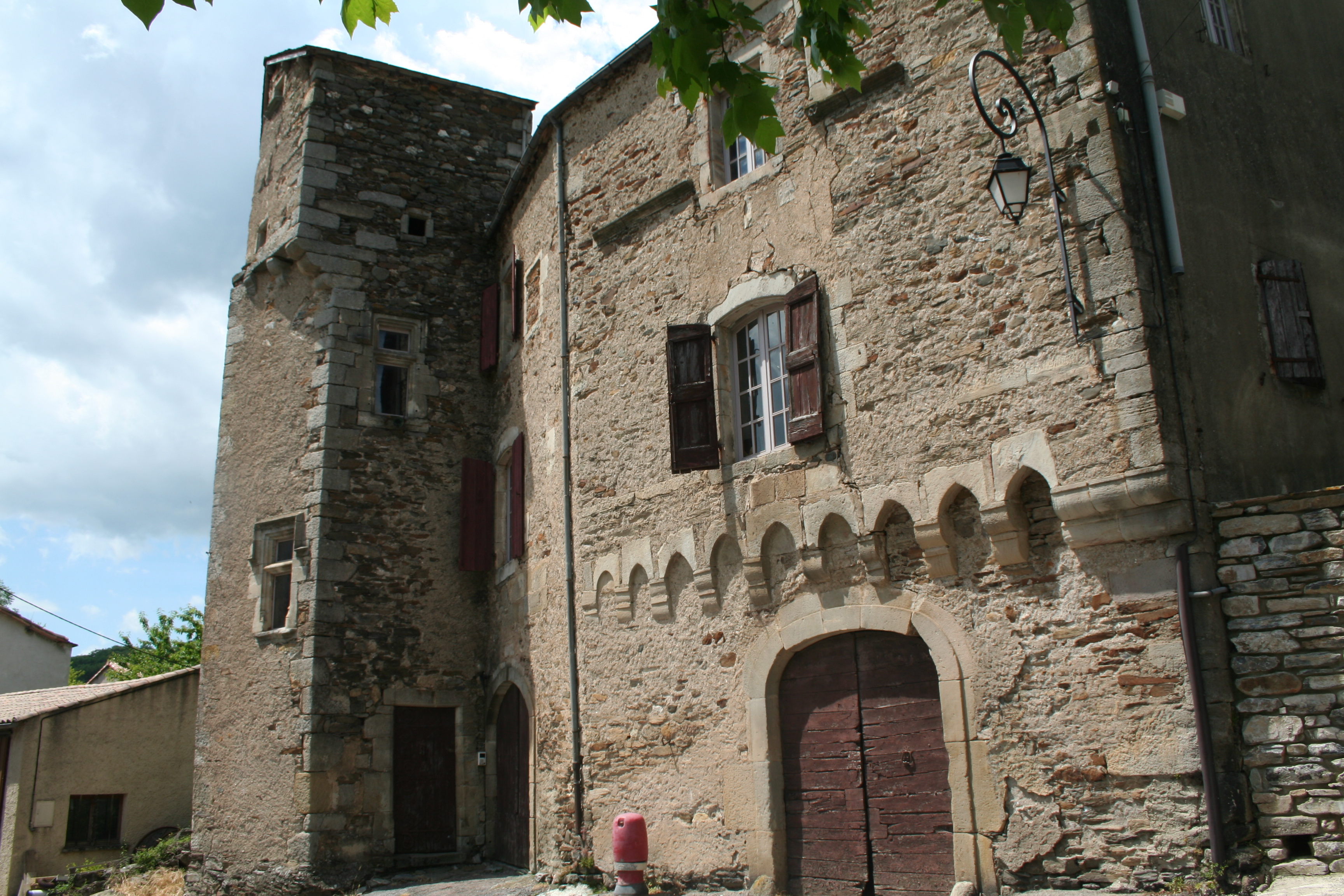
Schloss La Roque